# St. Bernhard (Emstekerfeld)
St. Bernhard in Emstekerfeld ist eine römisch-katholische Filialkirche der Pfarrei St. Andreas (Cloppenburg). Sie steht unter dem Patrozinium des Hl. Bernhard und gehört zum Bistum Münster. Das Gotteshaus ist eine Saalkirche im Stil der Moderne und bietet 500 Gläubigen Platz.

## Geschichte
In Emstekerfeld, einem Stadtteil von Cloppenburg, siedelten sich nach dem Zweiten Weltkrieg viele Industrie- und Gewerbebetriebe an. Außerdem fanden Hunderte katholische Flüchtlinge und Vertriebene vor allem aus dem in Polen gelegenen Ermland in Emstekerfeld eine neue Heimat. Weil der Weg zu den Cloppenburger Pfarreien zu weit war, wünschten sich die Katholiken ein eigenes Gotteshaus.
Die vom Architekten Gerd Rohling (Cloppenburg) entworfene Kirche wurde 1966/67 gebaut und durch Weihbischof Heinrich Tenhumberg am 29. Juni 1967 dem Hl. Bernhard von Clairvaux feierlich geweiht. Das Gebäude ist ein moderner halbrunder Backsteinbau mit freistehendem Glockenturm. Ein Pfarrzentrum (mit Bücherei) sowie ein Kindergarten konnten 1959 eröffnet werden. 1973 folgte der Bau eines Pfarrhauses.
Der zuerst von der Cloppenburger Pfarrei St. Augustinus und dann von St. Andreas betreute Seelsorgebezirk Emstekerfeld wurde 1969 ein Pfarrrektorat und nach der Abpfarrung am 1. Mai 1975 die eigenständige Kirchengemeinde St. Bernhard.
Durch Fusion entstand aus den bisherigen Cloppenburger Gemeinden St. Andreas, St. Josef, St. Augustinus sowie St. Bernhard (Emstekerfeld) und Heilig Kreuz (Stapelfeld) am 24. Mai 2010 die neue Pfarrei St. Andreas (Cloppenburg).
Am 1. Januar 2024 schlossen sich die Pfarreien in Bethen, Cappeln, Cloppenburg, Emstek, Essen, Lastrup, Lindern, Löningen und Molbergen zusammen zum Katholischen Kirchenverband „Pastoraler Raum Cloppenburg-Löningen“ mit Sitz in Cloppenburg.

## Glocken
Im separaten Kirchturm von St. Bernhard hängen die folgenden vier Bronzeglocken, die in Gescher gegossen wurden.
- Glocke 1: Schlagton: gis1; Ø 98 cm; Gießerei: Petit & Edelbrock; Gussjahr: 1992
- Glocke 2: Schlagton: h1; Gießerei: Petit & Edelbrock; Gussjahr: 1967
- Glocke 3: Schlagton: cis2; Gießerei: Petit & Edelbrock; Gussjahr: 1967
- Glocke 4: Schlagton: dis2; Gießerei: Petit & Edelbrock; Gussjahr: 1967[4]

## Orgel
Alfred Führer (Wilhelmshaven) baute 1958 eine einfache Orgel (I+P/6) für die reformierte Kirchengemeinde Frankfurt/Main. Dieses gebrauchte Instrument wurde von derselben Firma 1968 in St. Bernhard (Emstekerfeld) aufgestellt. 1985 baute G. Christian Lobback (Neuendeich) für das Gotteshaus eine neue große Orgel (II+P/25) und führte 1999 eine Reinigung durch.
Die Schleifladen-Orgel von 1985 hat 25 Register und besitzt ein Hauptwerk (C - g3), ein Schwellwerk (C - g3) und ein Pedal (C - f1). Die Spieltraktur ist mechanisch und die Registertraktur elektrisch.